# Kim Possible
Kim Possible är en animerad amerikansk actionkomediserie från Walt Disney Television och Rough Draft Korea och visades ursprungligen på amerikansk TV åren 2002–2005 och 2007.
Serien blandar element från typiska amerikanska tonårsfilmer med agentingredienser, och parodierar James Bond, Mission: Impossible och andra föregångare inom agentfilmen. I handlingens centrum står om tonårsflickan Kimberly Ann "Kim" Possible som till vardags är en vanlig skolflicka och cheerleader. Till skillnad från de flesta av sina jämnåriga är hon dock även agent med uppdrag att bekämpa superskurkar av allehanda slag, de flesta ute efter världsherravälde – vanligast är ärkefienden Dr. Drakken och dennes assistent Shego. Kim själv får behjälplig assistans av sin bästa vän Ronald "Ron" Stoppable samt dennes husdjur; en intelligent kalråtta vid namn Rufus.
Serien har fått en stor skara anhängare, och hör till Disneys största TV-succéer sedan Ducktales, något som bl.a. har resulterat i två TV-filmer; Kim Possible: Tidsapan från 2003 och Kim Possible: Drypande Dramatisk från 2005. Den förstnämnda sändes dock ursprungligen som tre avsnitt av TV-serien. Serien har även blivit Emmy-nominerad.
Tack vare sin popularitet fick serien en comeback i USA i februari 2007.
2019 kom det en film med samma namn med Sadie Stanley, Sean Giambrone och Ciara Riley Wilson i huvudrollerna.

## Rollfigurer

### Team Possible
- Kimberly Ann Possible, oftast kallad Kim Possible, är seriens huvudperson. Hon är ledare av Team Possible och även lagkapten för skolans cheerleader-team. Hon påstår att hon är tjejen som fixar allt och är en av skolans populäraste elever. Hon älskar att shoppa och att umgås med vännerna. Hon är bästa vän med Ron Stoppable som hon har umgåtts med ända sen dagis.

Kim är vacker, ganska lång och smal, och mycket stark. Hon har stora ljusa gröna ögon och ett långt eldrött hår, som når ner till midjan och bakifrån sett liknar ett hjärta.
Kim är extremt vältränad och har utmärkta reflexer som hon har finslipat genom åren som cheerleader. Hon kan även 16 typer av kung fu. Kim är också en person som snabbt kan lära sig nya färdigheter och anpassa sig till nya situationer. Hon har en särskild talang för olika extremsporter, som hängflygning, skidåkning och bergsklättring. Hon har t.o.m. förmågan att styra en rymdfärja. Hon är känd för att ha en krävande personlighet som ofta kommer i vägen under hennes uppdrag. Men hon är en intelligent, bestämd och sansad tonåring som alltid lyckas besegra sina fiender och rädda situationen. I sista avsnittet av säsong 3 blir hon ihop med Ron.
- Ronald "Ron" Stoppable, är en blond judisk tonårspojke, en glad och optimistisk person och i hög grad obekymrad av sitt utseende och modenycker. Han älskar tacos och nachos och brukar därför alltid äta på sin favoritrestaurang: Bueno Nacho. Han är till skillnad från Kim ganska klumpig och otursförföljd. Han går inte hem hos tjejerna och blir mobbad i skolan. Han har däremot en speciell karate-kraft kallad Apans kung-fu, vilket gör att han ibland kan slåss som en riktig karatemästare, och besitter även andliga förmågor. I sista avsnittet av säsong 3 blir han tillsammans med Kim. Ron är av medellängd och gänglig, han har ett runt fräknigt ansikte med en bred mun och en spetsig näsa. Han har bruna ögon och ett ostyrigt blont hår. Han har en yngre syster som heter Hana som är adopterad från Japan. Han är mycket rädd för många saker, bland annat apor och insekter.

- Rufus, är en kalråtta. Han är Rons husdjur och teamets lilla maskot och minsta medlem. Tack vare sin ringa storlek visar sig Rufus ofta vara rätt så användbar under Kims och Rons uppdrag. Rufus skinn är helt rosa. Han är liten och lätt, och mycket smidig. Precis som Ron är han ett riktigt matvrak. Ibland är han smartare än både Ron och Kim under deras uppdrag. Han kan även prata lite. I filmen Kim Possible: Tidsapan har det förflutit 3000 generationer efter den förste Rufus, och en ättling som heter Rufus 3000 är med och slåss emot Shego som i filmen är världens härskare.

- Wade Load, är en tolvårig pojke som är ett supergeni. Enligt Kim så hade Wade avslutat hela sin högstadie- och gymnasieutbildning på bara åtta månader. Han sitter hela tiden i sitt nedsläckta rum framför datorn och är teamets 4:e medlem. Han tar hand om Kims hemsida och är också den som ligger bakom hennes vapen och redskap. Han ger underrättelser till Kim under hennes uppdrag och ordnar transporter åt henne. När Kim och Ron får det svårt under sina uppdrag är han alltid till stor hjälp. Kim och Ron har bara träffat Wade personligen en enda gång. Annars kommunicerar de med honom via Kims lilla mini-laptop, kallad "Kim-unikator", vars utseende påminner om ett Game Boy. I tredje och fjärde säsongen träffar Kim och Ron Wade några gånger.

### Lärare/skolelever
- Monique, är Kims bästa tjejkompis. Hon gillar också att shoppa och jobbar för övrigt på Kims favoritklädbutik: Club Banana. Hon har några gånger varit med och hjälpt till under Kims uppdrag.

- Bonnie Rockwaller, är Kims största rival i skolan och en av skolans elakaste elever. Hon är med i cheerleader-laget och har länge velat skämma ut Kim inför hela skolan. Hon är även elak mot Ron. Hon är väldigt bortskämd och otacksam, trots att Kim och Ron flera gånger har räddat henne från hemskheter.

- Magister Steven Barkin, är skolans permanente vikarie. Han är väldigt hård mot sina elever efter att ha varit soldat under Vietnamkriget. Han är mest sträng mot Ron och Kim och har ett väldigt häftigt humör.

- Tara, är en blond tonårstjej. Hon är med i cheerleader-laget och har under serien varit hemligt förälskad i Ron. Men han märkte aldrig att hon var kär i honom och istället är hon nu ihop med en av killarna i fotbollslaget.

- Sten Block, är en blond tonårspojke. Han är seriens sportfåne som är lagkapten i skolans fotbollslag och är populärast hos alla tjejerna. Han har däremot låg intelligens och är därmed ganska korkad.

- Josh Mankey, är en tonårspojke. Han är en annan av skolans flickidoler och var Kims pojkvän under en kort tid.

### Skurkar
- Dr. Drakken är Kims största ärkefiende. Han är blåhudad och har ett ärr i ansiktet. Han är ett ondskefullt geni och en stor superskurk. Men hans starka frustration är över sina stora förluster och brist på tålamod; vilket får honom att framstå som en idiot. Trots detta är han den som kommit närmast att besegra Kim flera gånger och har därför blivit seriens huvudskurk. Hans riktiga namn är Drew Theodore P. Lipski. Han har en besvärande mor som älskar sin son väldigt mycket, men som inte är medveten om hans planer att erövra världen. Tidigare gick han på college tillsammans med Kims pappa, men under ett misslyckat experiment blev han förnedrad av sina vänner, bland dem Kims pappa. Detta slutade med att han tog avsked från college och sina vänner, och blev en superskurk. Drakken lämnar skurklivet tillsammans med sin assistent Shego i slutet av serien.

- Shego, är Dr. Drakkens assistent och egentligen seriens riktiga skurk. Hon är klädd i en grön och svart dräkt och har gröna glödande händer som kan bränna, smälta och även skära genom de starkaste av metaller. Hon har tidigare varit god och medlem i ett superhjälte-gäng kallad Team-GO som bestod av henne och hennes fyra bröder (Hego, Mego och tvillingarna Wego). Hon och hennes bröder drabbades av en mystisk regnbågsmeteor när de var yngre, vilket gav varje syskon en speciell superkraft och lyster. Hon fick då förmågan att skapa gröna kraftfält, som liknar grön eld i hennes två händer. Hon använder det ofta som vapen under närstrid och skytte. Shego har även en fysisk uthållighet som är bättre än hos de flesta människor. Shego kan även diverse kampsporter, och har visat sig vara bra på att spionera och infiltrera. Shego och Drakken lämnar skurklivet tillsammans i slutet av serien.

- Monkey Fist, är till hälften man, hälften apa. Han heter egentligen Lord Montogomery Fiske och var en brittisk adelsman och världens berömdaste upptäcktsresande och arkeolog. Han har ett stort intresse för apor och tillbringade därför sina pengar på att mutera sig själv och bär nu på speciella apkrafter, kallade "Apans Kung-Fu". Han är egentligen Rons ärkefiende, eftersom Ron bär på samma krafter. Vilket innebär att de alltid slåss mot varandra när de möts. Monkey Fist har också en armé av Ninja-apor, som han själv har tränat upp. Han är oftast besatt av makt genom att samla på sig olika mystiska artefakter och profetior. Monkey Fist förvandlas till sten i säsong 4.

- Señor Senior, Sr, är en multimiljonär som har en egen ö. Att ta över världen och vara skurk blev hans nya hobby tack vare Ron, som tyckte att hans hem såg så ondskefullt ut. Sedan dess har han varit en av Kims största fiender. Han är pappa till Señor Senior, Jr. Han lämnar skurklivet tillsammans med sin son i slutet av serien.

- Señor Senior, Jr, är son till Señor Senior, Sr. Han är väldigt bortskämd och självgod, och tänker bara på sitt utseende och har en dröm om att få bli en stor pojkbandsstjärna. Han tvingas mot sin vilja att hjälpa pappan med att ta över världen och är egentligen inte så ond. Bor med sin pappa på deras egen ö där han brukar sola sig mycket för att bli solbränd. Söker ständigt efter kärleken på dejtingsidor men finner till slut en flickvän i Kims skolkamrat Bonnie Rockwaller. Han lämnar skurklivet tillsammans med sin far i slutet av serien.

- Duff Killigan, är en skotsk golfare. Han har genom sitt tuffa spel och hetsiga temperament blivit avstängd från alla golf- och minigolfbanor i världen, och vill nu hämnas genom att ta över hela världen. Han kallas för Golfbombaren eftersom han använder exploderande golfbollar som sitt främsta vapen. Själv kallar han sig även "Världens farligaste golfare".

- Professor Dementor, är seriens skickligaste skurk. Han är både rik och kreativ och gör helst sina vapen själv. Han är, förutom en av Kims svåraste fiender, även Dr. Drakkens rival.

- Gäl/Jim, var från början en vanlig liten pojke som gick på samma sommarläger som Ron i lågstadiet. Men en dag badade han för länge i Myskosjön, som var förorenad av avfallet från ett kemiläger. Jim muterades och blev Gäl, en till hälften människa, till hälften fisk. Har sedan länge velat hämnas på Ron, för att Ron tog hans plats i syslöjden medan Jim fick ta Rons badtider. Något han numera ångrar stort.

- Motor Ed, är kusin till Dr. Drakken och älskar att köra allt från motorcyklar till racerbilar och monstertruckar. Han är expert på motorer och att mecka med dem (han brukar oftast stjäla grunkor ifrån andra bilar för att bygga sina egna monstertruckar). Han har en gammal hockeyfrilla som frisyr och brukar spela luftgitarr för att låtsas vara en rockstjärna. Han brukar även säga ord som "allvarligt" och "seriöst" hela tiden (bara för att verka cool). Han brukar kalla Kim för Röding.

- DNAmy, är en kvinna som inte är särskilt ondskefull. Hon är en biogenetiker som älskar kramiskompisar (kramdjur). Hon har en gång varit förklädd till jättegorilla och kidnappat Monkey Fist eftersom han enligt henne är en stor goseapa. Hon är kär i Mr Barkin och envisas mad att kalla honom Stevie.

- Francis Lurman/Frugal Luring, är en man som bara är med i ett avsnitt, i säsong 1. Där försöker han få alla att ge honom en dollar. Om inte så skulle han förstöra internet med en sardinburk. Dock stoppas han av Kim Possible och hamnar i fängelse under flera år. I säsong 4, när Dr Drakken sitter i fängelse, delar de fängelsecell.

- Warmonga och Warhok, är två gröna enorma utomjordingar från planeten Lorwardien som bara är med i säsong 4. Warmonga gör sitt första framträdande i avsnittet Mad Dogs and Aliens där hon tror att Dr. Drakken är en varelse känd som Den store blå efter att hon såg Drakken när han försökte sälja sitt hjärntvättarschampo i avsnittet Rappin' Drakken i säsong 3. Warmonga lämnar sen Drakken efter att en av Kim Possibles tvillingbröder lurar henne att tro att han är Den store blå. Warmonga återvänder i seriens final Graduation tillsammans med Warhok där de båda som de avslutande huvudskurkarna planerar att invadera Jorden. De besegras av Ron Stoppable.

### Familjemedlemmar
- Dr. James Timothy Possible, är Kims pappa och jobbar på ett raketlabb där man skjuter upp rymdraketer och bygger robotar. Han brukar ofta säga familjens motto: Allting är möjligt för en Possible, och det enda som gör honom orolig är när Kim är på en träff med en kille.

- Dr. Ann Possible, är Kims mamma som jobbar som hjärnkirurg. Hon är alltid till hjälp när Kim vill snacka om sina kärleksproblem.

- Jim och Tim Possible, är Kims småbröder. De är tvillingar och är nästan exakt lika varandra, utom färgen på kläderna (som exempelvis Knattarna). Jim är klädd i grönt och Tim i rött. De brukar busa och retas med Kim och älskar att experimentera med saker. Bl.a. så brukar de uppfinna egna raketer och robotar. De är i samma ålder som Wade, men är inte lika smarta. De talar även ett eget språk med varann, mestadels meningen: "hikka-Bikka-Boo....Hoo-sha".

- Mr & Mrs Stoppable, är Rons föräldrar. De är ganska okända, pappan är en typisk "pappa-typ" som har svårt att förklara saker för sin son medan mamman är bestämdare. Pappan jobbar på ett försäkringsbolag och mamman på banken. Pappan är dessutom pälsdjurs-allergiker, vilket är anledningen till att Ron har Rufus som husdjur. En kalråtta var det enda utan päls som gick att ha som husdjur.

## Kim Possible i Sverige
I Sverige har serien tidigare enbart visats på Disney Channel, där den är ett fast inslag i kanalen sen dess start år 2003, men under perioden 5 januari-23 augusti 2008 har SVT 1 visat Kim Possible på lördagar, under Disneydags. Serien har visats på Toon Disney sedan augusti 2008. Under perioden 28 augusti 2010-27 maj 2012 sändes serien i Kanal 5.

### Fotnoter
1. ↑  ”Kim Possible”. Svensk mediedatabas. http://smdb.kb.se/catalog/search?q=%22Kim+Possible%22&sort=OLDEST. Läst 20 juli 2016.